# Pardeeville
Pardeeville est un village du comté de Columbia, dans l'État du Wisconsin, aux États-Unis. En 2020, il comptait une population de 2 074 habitants.